# Donzela-cobalto
A donzela-cobalto (Chromis flavicauda), é uma espécie de donzela do gênero Chromis, endêmica das águas costeiras do Brasil, por mais que alguns autores o considere a mesma espécie encontrada nas Bermudas, a donzela-das-Bermudas (Chromis bermudae). Possui um corpo oval de coloração azul chamativo, com nadadeiras e cauda amarela, lembrando um pouco as donzelas do gênero Chrysiptera. Esta espécie pode crescer até os 7 cm.

## Etimologia
A etimologia de "chromis", vem do grego "chromis", que significa "um peixe, talvez uma perca". Já "flavicauda", vem de duas palavras derivadas do latim, "flavus", amarelo e cauda, fazendo referência a suas barbatanas e cauda amarelas.

## Biologia
As donzelas-cobalto, vivem em recifes e paredões rochosos, entre as profundidades de 50 a 61 metros, eventualmente podem ser encontrados em águas rasas, entre 15 a 24 metros. São peixes que vivem tanto solitários como em pequenos cardumes, se alimentam de plâncton e algas calcarias. Na época de reprodução, os machos oxigenam os ovos e limpam de parasitas, enquanto as fêmeas, protegem o local do ninho.

## Distribuição
São considerados endêmicos do Brasil, podendo ser encontrados dês do sul da Paraíba até o norte do estado de São Paulo, incluindo as ilhas oceânicas, como Alcatrazes, Laje de Santos e Trindade e Martim Vaz.

## Usos humanos
Eventualmente, são capturados para fins ornamentais, sendo uma espécie de baixo custo e fácil manutenção.